# Grace Park (golfspelare)
Grace Park, född Park Ji-eun (박지은) 3 juni 1979 i Seoul i Sydkorea, är en professionell golfspelare på den amerikanska LPGA-touren.
Park flyttade till Hawaii när hon var 12 år gammal och därefter till Phoenix i Arizona där hon studerade vid Arizona State University.
Hon hade en fantastisk amatörkarriär i USA och hon vann alla stora tävlingar 1998 och 1999 blev hon 8:a i US Womens Open. Hon blev professionell 1999 och blev medlem på LPGA-touren 2000 genom att hon placerade sig på första plats i penningligan på Futures Tour.
Park har vunnit minst en tävling per säsong sedan hon blev medlem på LPGA-touren och hennes största framgång är segern i majortävlingen Kraft Nabisco Championship 2004 då hon vann med ett slag före Aree Song.

## Meriter

### Majorsegrar
- 2004 Kraft Nabisco Championship

### LPGA-segrar
- 2000 Kathy Ireland Greens.com LPGA Classic
- 2001 The Office Depot
- 2002 CISCO World Ladies Match Play Championship
- 2003 Michelob Light Open at Kingsmill
- 2004 CJ Nine Bridges Classic presented by Sports Today

## Fotnoter
1. ↑  läs online, www.collegiatewomensportsawards.com .[källa från Wikidata]

| Majorsegrare genom tiderna                                                                                  |              |            |                |               |
| 100 olika spelare har vunnit i damernas majortävlingar. Grace Park var den 85:e spelaren som vann en major. |              |            |                |               |
| 1:a | 84:e         | 85:e       | 86:e           | 100:e         |
| Mrs. Lee Mida                                                                                               | Hilary Lunke | Grace Park | Karen Stupples | Paula Creamer |
| Lista över golfens majorsegrare                                                                             |              |            |                |               |